# Токаревщина (Минская область)
Токаревщина (бел. Такарэ́ўшчына) — деревня в Молодечненском районе Минской области Беларуси. Входит в состав Олехновичского сельсовета.
В 1973 году к деревне присоединены деревни Кашина и Кукели.

## Климат
Климат здесь умеренный, с теплым летом и мягкой зимой. Средняя температура января — минус 6,8 °c, июля-плюс 17,5 ° C. Зимой преобладают южные ветры, летом-восточные и северо-восточные. Средняя скорость ветра 3 м/сек. Годовое количество осадков 550-650 мм.

## История
В 1921 — 1945 годах деревня была в составе Польской Республики Виленского воеводства Вилейского повета (с 1927 года Молодечненский повет) гмины Городок.
В 1973 году к деревне присоединены деревни Кашина и Кукели.
24 мая 2000 года деревня Токаревщина передана из Городокского сельсовета в состав Олехновичского сельсовета. 

## Галерея

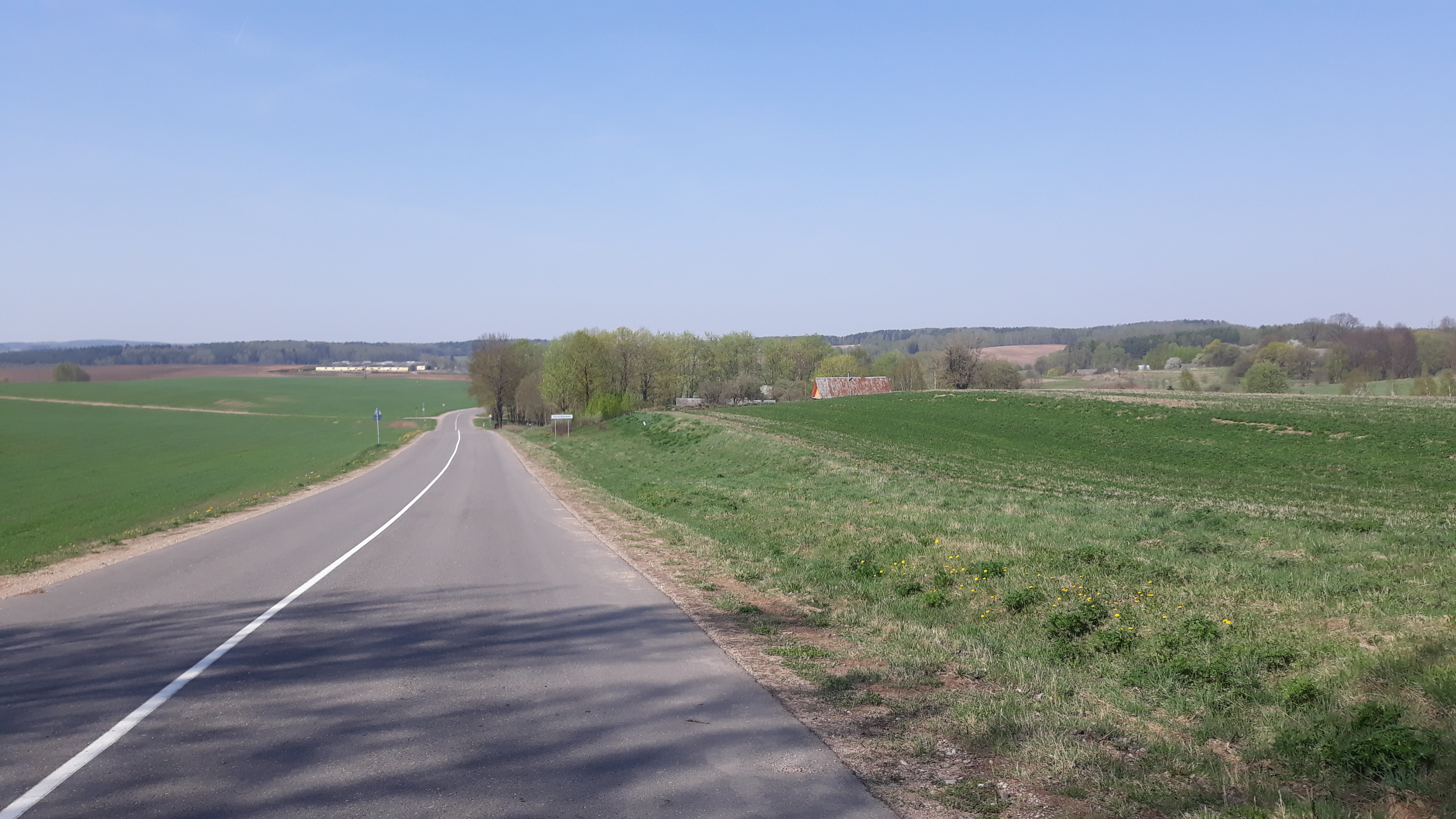
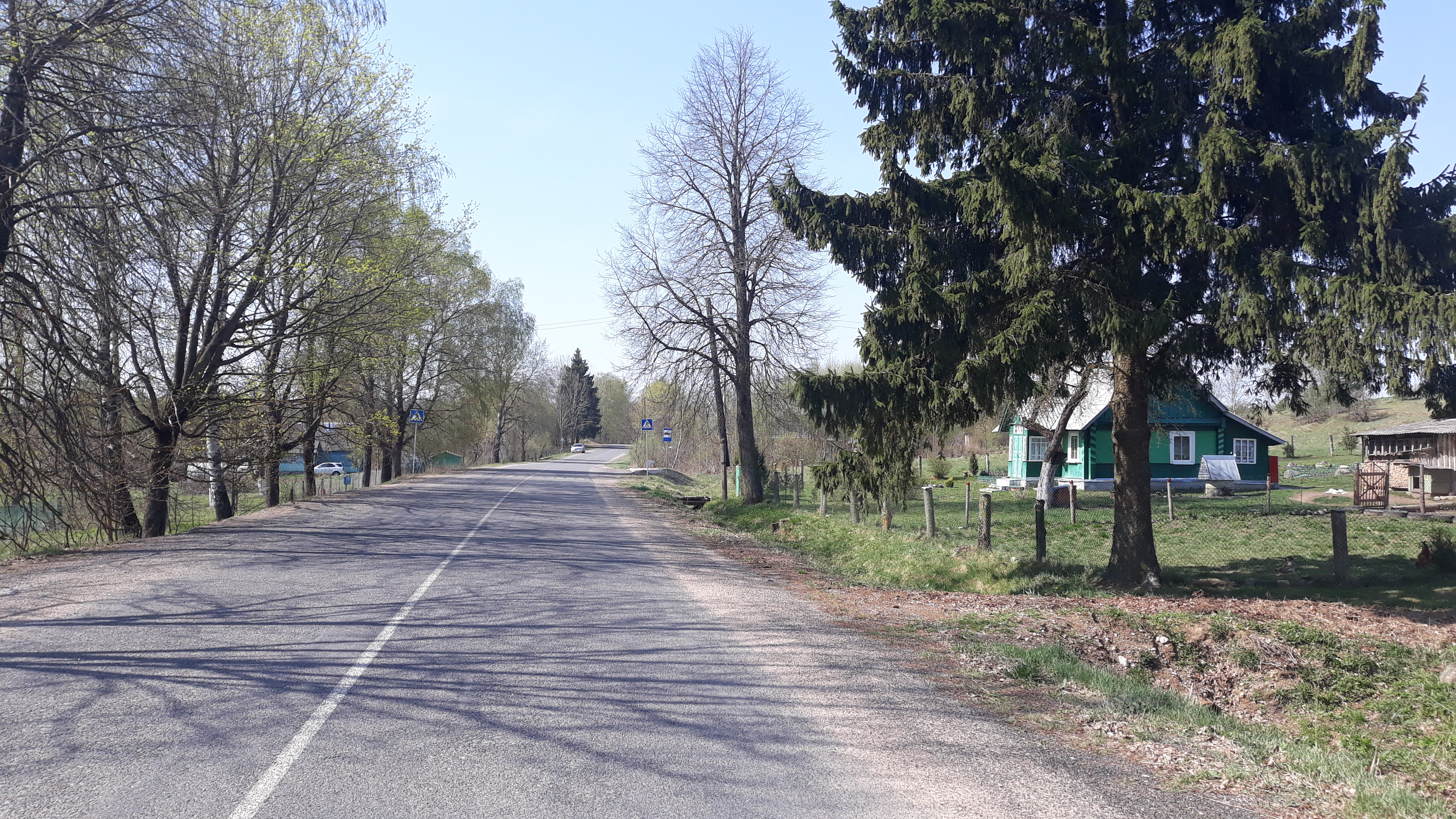
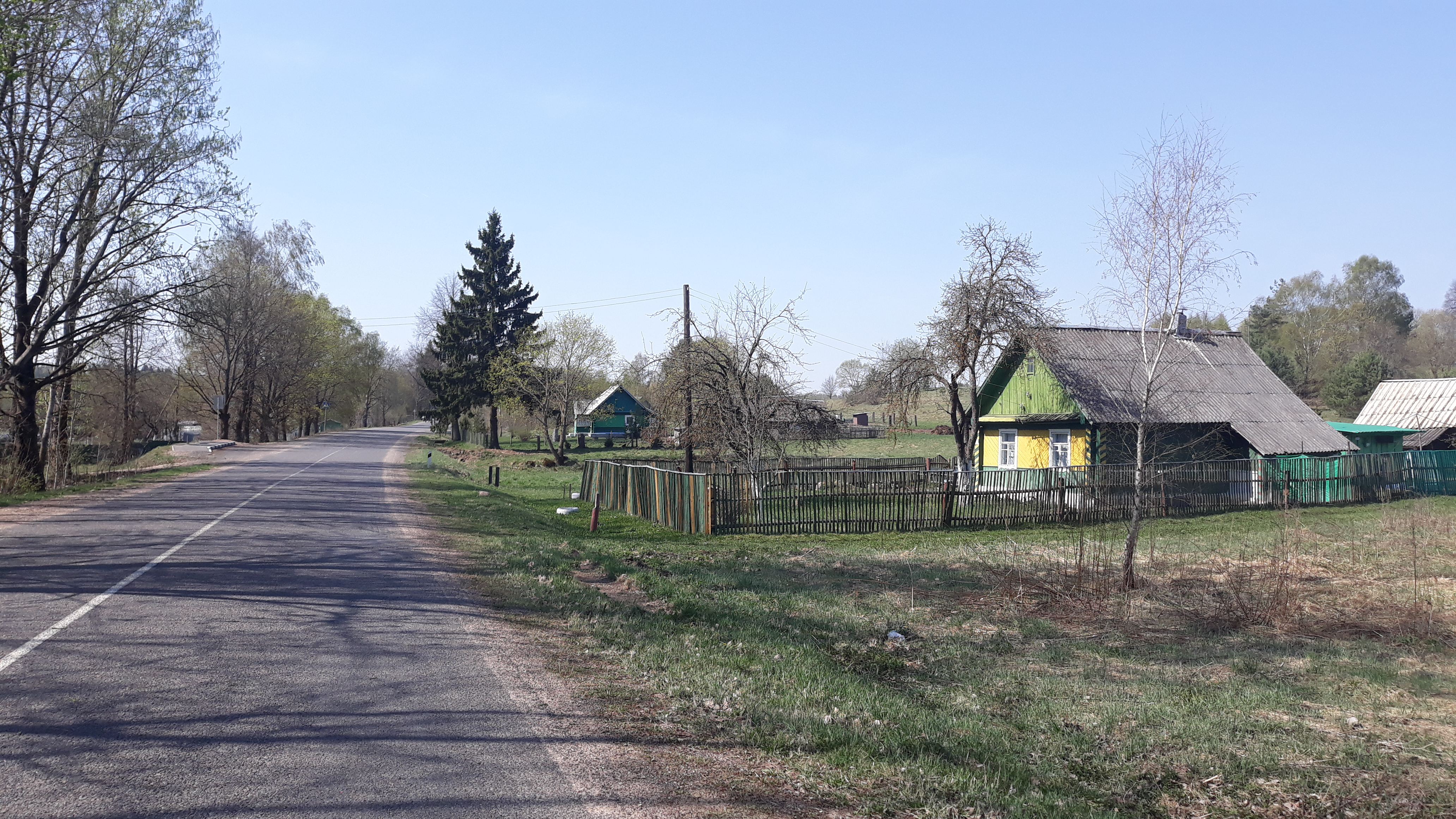

## Население

### Динамика
- 1866 год — 48 жителей, 7 дворов[7]
- 1921 год — 90 жителей, 16 дворов[8]
- 1931 год — 111 жителей, 16 дворов[9]
- 1999 год — 77 жителей
- 2009 год — 43 жителей
- 2019 год — 23 жителей